# Сточек-Луковски (гмина)
Сточек-Луковски (пол. Stoczek Łukowski) — сельская гмина (волость) в Польше, входит как административная единица в Лукувский повет, Люблинское воеводство. Население — 8682 человека (на 2004 год).

## Сельские округа
1. Александрувка
2. Блажейки
3. Руда
4. Борки
5. Хрусты
6. Гузувка
7. Хута-Лукач
8. Ягодне
9. Ямельне
10. Ямельник-Колёня
11. Янушувка
12. Едлянка
13. Камёнка
14. Капице
15. Целей
16. Кенкувка
17. Кисельск
18. Лосинец
19. Мизары
20. Нова-Правда
21. Нове-Кобялки
22. Новы-Ямельник
23. Росы
24. Ружа-Подгурна
25. Стара-Ружа
26. Старе-Кобялки
27. Стары-Ямельник
28. Шишки
29. Точиска
30. Тужец
31. Виснювка
32. Воля-Кисельска
33. Вулька-Познаньска
34. Забеле
35. Згужница

## Прочие поселения
1. Борек
2. Грондек
3. Ямельник
4. Кадзидла
5. Колёня
6. Куропац
7. Мирек
8. Нова-Гузувка
9. Новины
10. Пяски
11. Пеньки
12. Под-Волён
13. Подлясе
14. Подставек
15. Пустки
16. Ружа
17. Стара-Правда
18. Варкоч
19. Весолувка
20. Вильча-Воля
21. Виснюв
22. Вулька-Ружаньска
23. Выромбки
24. За-Мостем
25. Замосце
26. Засквера
27. Затылек

## Соседние гмины
1. Гмина Борове
2. Гмина Доманице
3. Гмина Лукув
4. Гмина Мясткув-Косцельны
5. Гмина Станин
6. Сточек-Луковски
7. Гмина Водыне
8. Гмина Воля-Мысловска